# Nindorf (bei Meldorf)
Nindorf település Németországban, Schleswig-Holstein tartományban. Lakosainak száma 1147 fő (2023. december 31.). Nindorf Meldorf községgel határos.

## Népesség
A település népességének változása:
| Lakosok száma | 1006 | 1152 | 1145 | 1132 | 1131 | 1148 | 1147 |
|               | 1975 | 2014 | 2017 | 2019 | 2021 | 2022 | 2023 |